# 잭슨빌 불스
| 잭슨빌 불스   |                              |
| 콘퍼런스      | 동부 콘퍼런스                |
| 디비전        | 서던 디비전                  |
| 설립연도      | 1984년                       |
| 해체연도      | 1986년                       |
| 역사          | 잭슨빌 불스 (1984년~1986년)  |
| 경기장        | 게이터 볼 스타디움           |
| 연고지        | 플로리다주 잭슨빌            |
| 상징색        | 가닛, 오렌지, 은, 검정, 하양 |
| 구단주        | 프레드 새비지                |
| 감독          | 린디 인판테 (마지막 감독)    |
| 리그 우승     | -                            |
| 콘퍼런스 우승 | -                            |
| 디비전 우승   | -                            |

잭슨빌 불스(Jacksonville Bulls)는 1984년부터 1986년까지 플로리다주 잭슨빌을 연고지로 하는 USFL의 동부 콘퍼런스 서던 디비전 소속 미식 축구팀이다.

## 역대 홈경기장
| 경기장             | 사용기간      | 수용인원 | 장소              | 비고 |
| ------------------ | ------------- | -------- | ----------------- | ---- |
| 잭슨빌 불스        |               |          |                   |      |
| 게이터 볼 스타디움 | 1984년~1986년 | 80,126명 | 플로리다주 잭슨빌 | 빈칸 |